# Ve Skerries

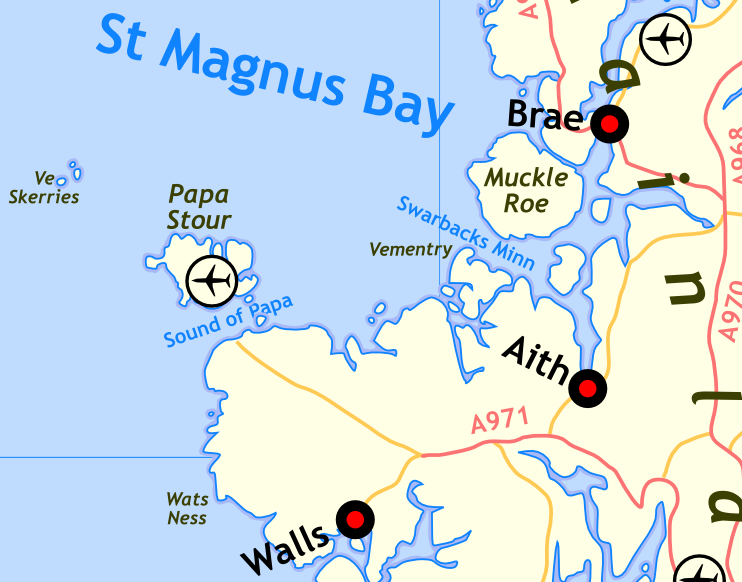
Ve Skerries syns nordväst om Papa Stour..

Ve Skerries (fornnordiska: Vestan sker) är några små klippor i den brittiska ögruppen Shetlandsöarna. De ligger nordväst om ön Papa Stour, väster om Shetlands huvudö, Mainland. På ön finns ett 11 meter högt fyrtorn som restes 1979.